# Calle de Valencia (Madrid)
La calle de Valencia es una vía pública de la ciudad española de Madrid, situada en el barrio de Embajadores, distrito Centro, y que une la plaza de Lavapies con la Ronda de Valencia.

## Historia

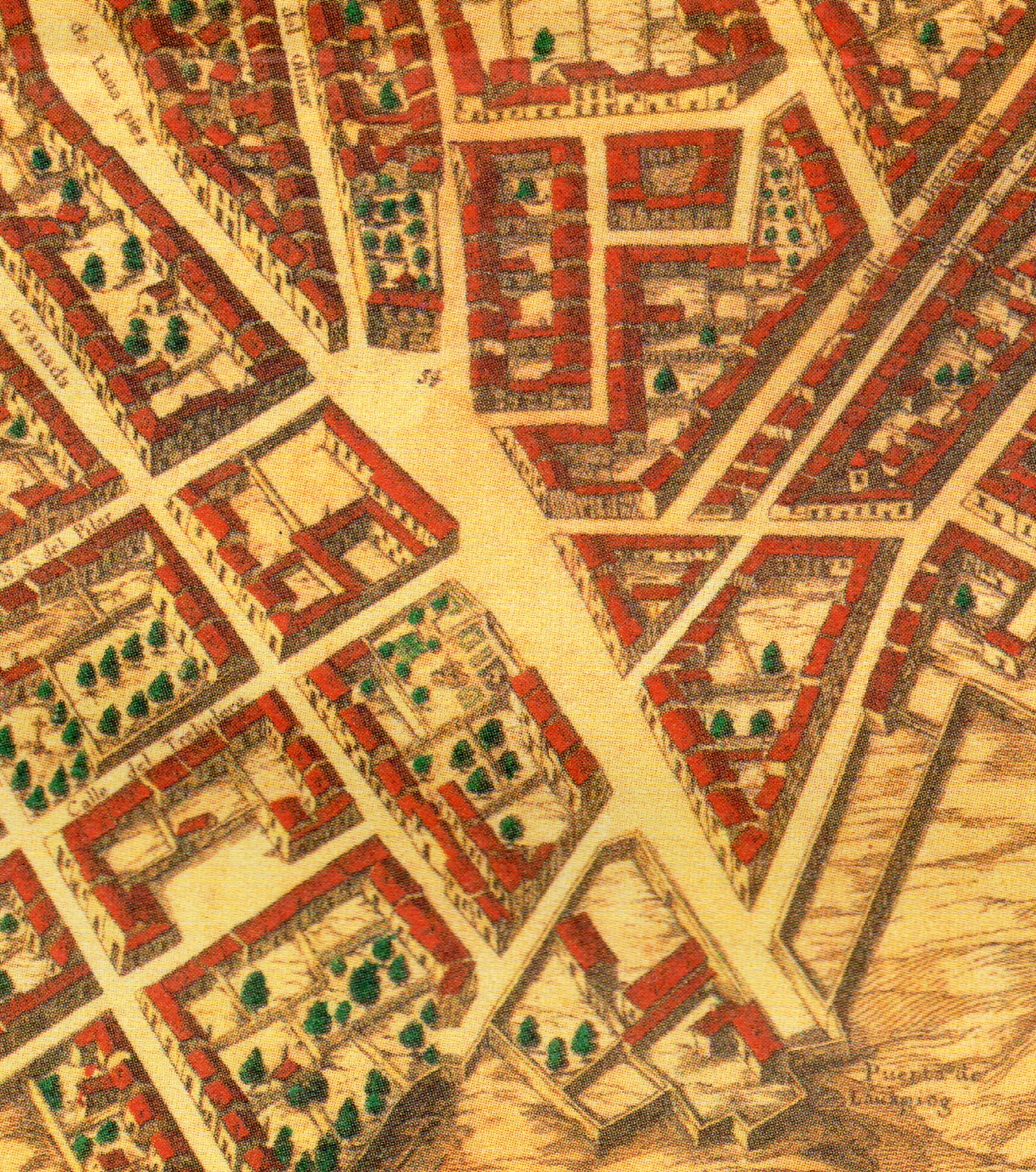
Calle en el plano de Texeira de 1656, en el que aparece formando una unidad con la plaza de Lavapiés.

La vía, que discurre en dirección noroeste-sureste, comienza en la plaza de Lavapies y finaliza su recorrido en la Ronda de Valencia. Aparece ya en el plano de Texeira de 1656, aunque sin nombre. En el de Antonio Espinosa de los Monteros de 1769 aparece comprendida en la plaza de Lavapies. En 1889 se conservaban antecedentes de construcciones particulares desde 1793. Recibió la denominación «de Valencia» a mediados del siglo xix, porque terminaba en el antiguo portillo de Valencia.

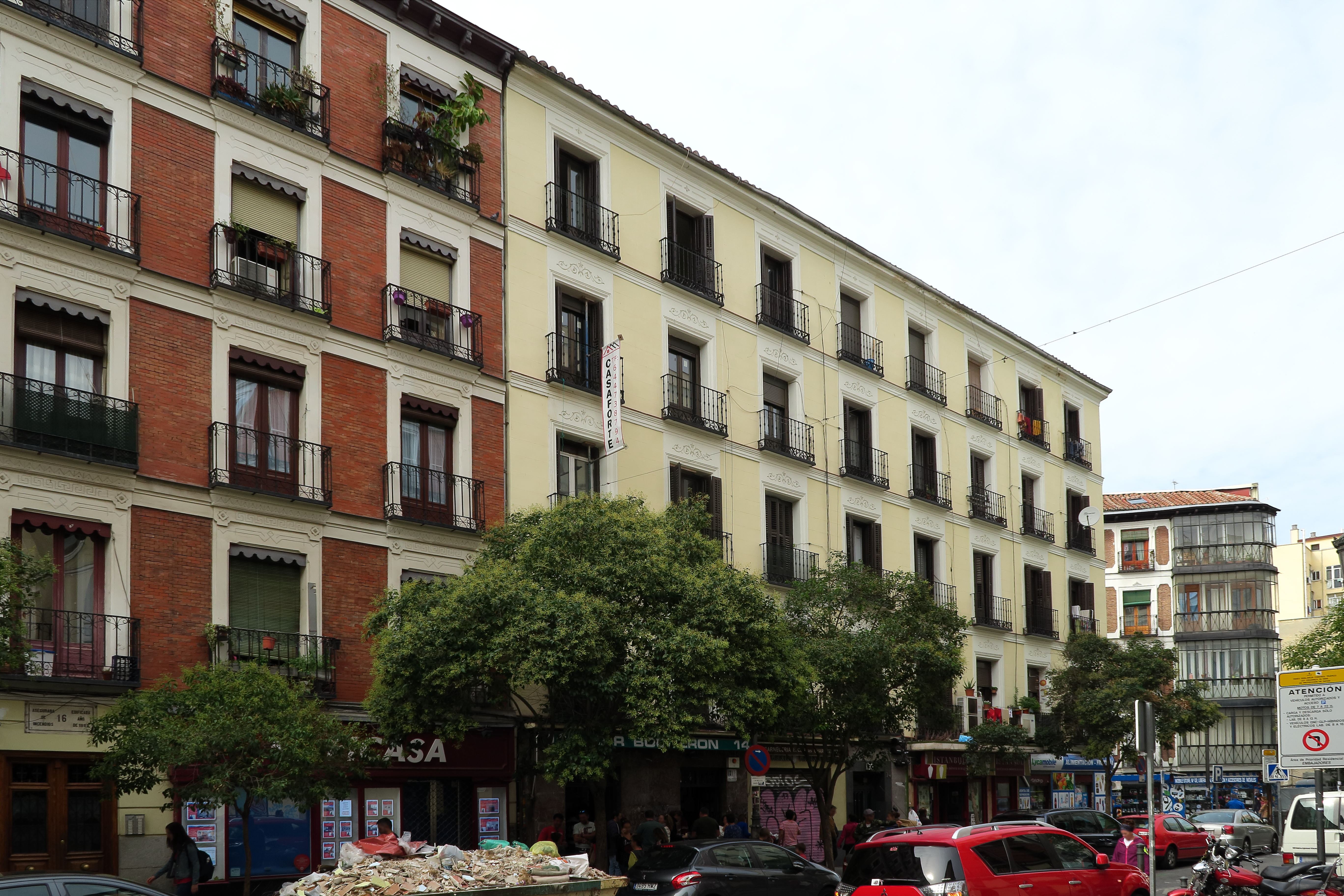
Calle Valencia desde la calle de la Sombrerería (en 2016)